# 赫里亞希夫卡
48°34′26″N 39°37′1″E / 48.57389°N 39.61694°E
赫里亞希夫卡（烏克蘭語：Хрящівка）是位於烏克蘭東部的村莊，由盧甘斯克州多夫然斯克區的索羅基內市鎮負責管轄。該村始建於1951年，面積3.38平方公里，海拔高度42米，2001年人口27，人口密度每平方公里8人。